# Maria Barbal

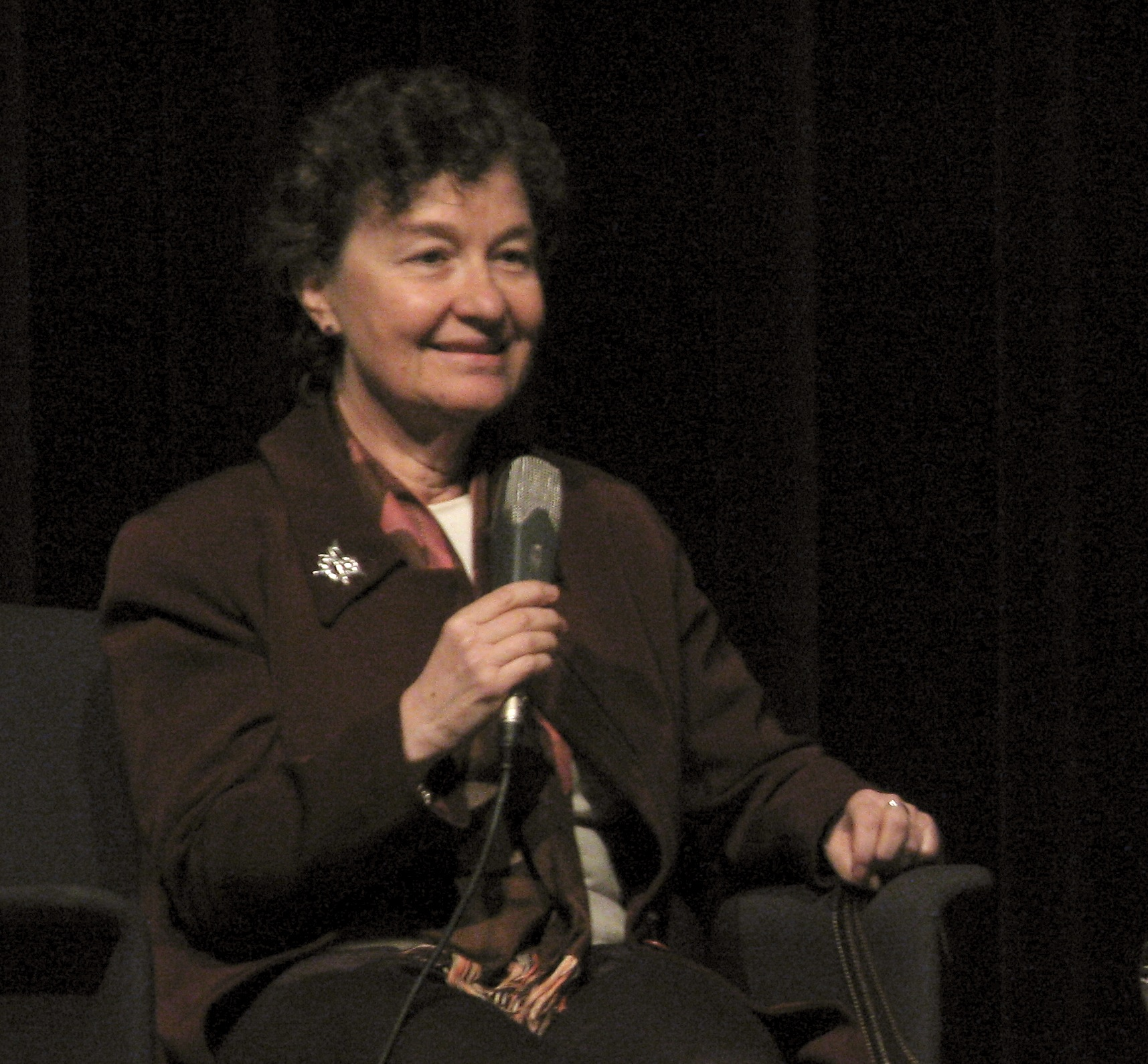
Maria Barbal (2008)

Maria Barbal i Farré (geboren 17. September 1949 in Tremp) ist eine katalanische Schriftstellerin. Sie gilt als eine der wichtigsten und erfolgreichsten zeitgenössischen Autorinnen katalanischer Sprache.

## Leben
Barbal verbrachte ihre Kindheit in der bergigen Region der spanischen Pyrenäen. 1964 kam sie nach Barcelona, um an der dortigen Universität spanische Philologie zu studieren. Dort arbeitete sie danach als Lehrerin.
In den 1980er Jahren erschienen ihre ersten Bücher, die weitgehend im archaisch-ländlichen Kontext ihrer Heimat angesiedelt waren. Ihr Buch Wie ein Stein im Geröll (1985, Originaltitel Pedra de tartera) ist in ihrer Heimat in fünfzig Auflagen erschienen und inzwischen in mehrere Sprachen übersetzt.
Für ihre Arbeit wurde Barbal mit dem Premio de la Crítica Literaria de Narrativa Catalana, dem Premi Nacional de Literatura Catalana sowie dem Serra d’Or-Preis ausgezeichnet. Ihr Roman Inneres Land (2005, Originaltitel País íntim) brachte ihr den angesehenen Prudenci-Bertrana-Preis.

## Werke in deutscher Übersetzung
- Wie ein Stein im Geröll. Transit, Berlin 2007, ISBN 978-3-88747-221-4 (Originaltitel: Pedra de tartera. Übersetzt von Heike Nottebaum).
- Inneres Land. Transit, Berlin 2008, ISBN 978-3-88747-233-7 (Originaltitel: País íntim. Übersetzt von Heike Nottebaum).
- Emma. Transit, Berlin 2009, ISBN 978-3-88747-240-5 (Originaltitel: Emma. Übersetzt von Heike Nottebaum).
- Càmfora. Transit, Berlin 2011, ISBN 978-3-88747-258-0 (Originaltitel: Càmfora. Übersetzt von Heike Nottebaum).
- Ein Brief aus der Ferne. Diana, München 2013, ISBN 978-3-453-35675-7 (Originaltitel: Càmfora. Übersetzt von Heike Nottebaum).
- Die Zeit, die vor uns liegt. Diana, München 2022, ISBN 978-3-453-29265-9 (Originaltitel: Tàndem. Übersetzt von Heike Nottebaum).
- Am See. Blessing, München 2024, ISBN 978-3-89667-755-6 (Übersetzt von Heike Nottebaum)